# Christian Prudhomme
Christian Prudhomme (n. 11 de noviembre de 1960) es un periodista deportivo francés, y el director general del Tour de Francia.
Es diplomado por la Escuela Superior de Periodismo de Lille. Ocupa la función de director de la 'Grande Boucle' desde 2007, después de haber sido el adjunto de Jean-Marie Leblanc durante tres años.
- Datos: Q725565
- Multimedia: Christian Prudhomme / Q725565